# Leptostigma reptans
Leptostigma reptans là một loài thực vật có hoa trong họ Thiến thảo. Loài này được (F.Muell.) Fosberg mô tả khoa học đầu tiên năm 1982.